# Leo von Savigny
Leo von Savigny (* 19. Juni 1863 in Brüssel; † 10. Mai 1910 in Münster) war ein deutscher Rechtswissenschaftler.

## Leben und Wirken
Der Sohn des Diplomaten Karl Friedrich von Savigny, Enkel von Friedrich Carl von Savigny und Bruder von Karl von Savigny besuchte aufgrund der häufigen berufsbedingten Ortswechsel seines Vaters verschiedene Schulen, unter anderem bei den Jesuiten in Feldkirch. Er legte 1880 in Ellwangen die Reifeprüfung ab. Zunächst in Würzburg, dann in München und Bonn  studierte er seit 1881 Philosophie und Rechtswissenschaften, insbesondere europäische Rechtsgeschichte. Als Student schloss er sich an seinen Studienorten jeweils katholischen Studentenverbindungen des KV an, und zwar dem KStV Walhalla Würzburg, dem KStV Ottonia München und der KStV Arminia Bonn. Nach der ersten juristischen Staatsprüfung 1885 in Bonn wurde er im selben Jahr promoviert mit einer Arbeit aus dem Bereich des römischen Rechts in Göttingen.
Im Jahre 1890 erfolgte ein Ruf, zunächst als Lehrbeauftragter und ab 1891 als Ordinarius an die neu gegründete Universität Fribourg, wo Savigny Deutsches Privatrecht, Deutsches und Schweizerisches Staatsrecht sowie Deutsche Rechts- und Verfassungsgeschichte lehrte. Von 1892 bis 1893 war er Dekan seiner Fakultät und von  1895 bis 1896 amtierte er als Rektor, von 1896 bis 1897 als Vizerektor der Universität Fribourg. 1898 wurde er außerordentlicher Professor für Staats- und Verwaltungsrecht an der Universität Göttingen. Seit Oktober war er „Hülfsarbeiter“ im Preußischen Kultusministerium in Berlin. Von 1901 bis zum 30. September 1902 lehrte er in Marburg Staats-, Verwaltungs- und Kirchenrecht. Anschließend wurde er Professor in Münster für Staats-, Verwaltungs-, Völker- und Kirchenrecht. Savigny beschäftigte sich intensiv mit Hochschulfragen und beteiligte sich engagiert an politischen Diskussionen. In seiner Schrift Des Zentrums Wandlung und Ende (1907) behauptete er, die Nachteile der Existenz der Zentrumspartei überwiegten die Vorteile. Die Zentrumspartei wirke sich „lähmend auf die Lebendigkeit nationaler Gefühle“ aus, bilde „direkt und indirekt eine stete Gefahr für den religiösen und konfessionellen Frieden“ und wirke „zersetzend auf die Kirche selbst“. Seit 1909 vertrat er bis zu seinem Tode die Universität Münster im preußischen Herrenhaus. Er galt als „einer der bekanntesten Vorkämpfer des Nationalkatholizismus“. Gelegentlich schrieb er Artikel für Der Tag und die Osnabrücker Zeitung.
Verheiratet war Savigny mit Marie Freiin von Amelunxen. Aus der Ehe gingen drei Kinder hervor. Nach dem Tode von Leo von Savigny heiratete diese 1912 ihren Schwager Karl von Savigny.

## Schriften
- Die Friedenpräsenz des deutschen Heeres. (1887)
- Die französischen Rechtsfakultäten im Rahmen der neueren Entwicklung des Hochschulwesens. (1897)
- Das Naturrechtsproblem und die Methode seiner Lösung. (1901)
- Das Bild des modernen Parlamentarismus. (1904)
- Vom Wesen des modernen Völkerrechts. (1905)
- Die Reichstagsauflösung, das Zentrum und die nationalen Parteien. Berlin 1907.[5]
- Des Zentrums Wandlung und Ende. Berlin 1907.[6]
- Das parlamentarische Wahlrecht im Reiche und in Preußen und seine Reform. Berlin 1907.